# Сфрагистика
Сфрагистиката (от гръцки: σφραγίς – печат), известна още и като сигилография (от латински: sigillum – печат), е спомагателна историческа дисциплина, посветена на анализа на печатите, използвани за завършване на страници и удостоверяване (със или без подпис) на документи.
Това е метод, който се използва в историята, археологията, правото, хералдиката, дипломацията и генеалогията, наред с други области на знанието.

## Етимология
Думата „сигилография“ произлиза от латинската дума „sigillum“, което означава „печат“, и гръцката дума „суфикс“ (γραφή), която означава „описание“. За първи път е въведена на италиански като „сигилография“ от Антон Стефано Картари през 1682 г. На английски език се появява на много по-късен етап, най-рано тя е записана в Оксфордския английски речник през 1879 г. като „сигилография“, и 1882 г. като „сигилограф“. Алтернативният термин „сфрагистика“ произлиза от гръцката дума „σϕρᾱγίς“, което означава „печат“. Тази дума е записана за първи път на английски през 1836 г.

## История
Първоначално тази наука се развива като част от дипломатиката, занимаваща се с определяне истинността на документите. С началото на масови археологически изследвания в Близкия изток и появата на значително количество археологичен материал – както много печати (цилиндрични печати от месопотамските цивилизации и Древен Египет, антични печати-плочки, метални печати от Византия и европейското Средновековие), така и отпечатъци на керамика (глинени плочки от клинописните архиви, отпечатъци на съдове и т.н.), – сфрагистиката започва да се развива като област на историческата наука, занимаваща се с класификацията на съвкупността от печати в археологическата култура, държавите или цивилизациите, тяхната хронология и типизация, а също с отражението на вътредържавните, междудържавните и частни отношения върху сфрагистичния материал.
Сфрагистичните материали са важни източници за епиграфски, ономастични и хералдични данни.
Антиквари като Томас Елмхем и Джон Роуз започват да записват и обсъждат историческото използване на печатите през XV век. През XVI и XVII век разглеждането на печатите става доста широко разпространена антикварна дейност. Известни ранни студенти и колекционери са Робърт Глоувър, Джон Дий, сър Робърт Котън и Никола-Клод дьо Пейреск.
Първите публикувани трактати, посветени на печатите, включват „De anulis signatoriis antiquorum“ на Джорджо Лонго (Милано, 1615), „Sigilla comitum Flandriae“ на Оливие дьо Ври (Брюж, 1639) и „De sigillorum prisco et novo jure tractatus“ на Теодор Хьопингк (Нюрнберг, 1642). Особено влиятелни при оформянето на дисциплината са „De re diplomatica“ на Жан Мабийон (1681) и „De veteribus Germanorum aliarumque nationum sigillis“ на Йохан Михаел Хайнециус (1710). В Англия Джон Анстис съставя мащабно изследване, озаглавено „Аспилогия“, но това остава в ръкопис: първата работа, достигнала до печат, е в много по-малък трактат на Джон Луис, „Дисертация за древността и използването на печатите в Англия“ (1740). През втората половина на XIX век сигилографията е доразвита от немски учени, включително Херман Гротефенд и Ото Посе, и френски учени, включително Луи Дуе д'Арк и Жермен Деме.
Сигилографията също така е важна спомагателна дисциплина за византологията, включваща изучаване на отпечатъци от византийски оловни печати и текста и изображенията върху тях. Значението ѝ произтича както от недостига на оцелели византийски документи, така и от големия брой запазени печати, над 40 000 на брой. Един от най-големите компендиуми на византийски печати може да се намери в големия том от Гюстав Шлумберже – „Sigillographie de l'empire Byzantin“, публикуван през 1904 г.

## България
Най-ранното споменаване на средновековен български печат е регистрирано в „История славяноболгарская“ на Паисий Хилендарски от 1762 г. и се отнася до сребърния печат на цар Иван Александър (1331–1371), съхраняван в Хилендарския манастир заедно с Мрачката грамота от 1347 г. Първата публикация на български печат е в 1845 г., когато Васил Априлов (1789–1847) публикува в Одеса сведения от Рилския манастир относно грамота и печат на цар Иван Шишман.
През 1978 г. при археологически разкопки във втората средновековна българска столица Велики Преслав са разкрити основите на сграда, служила за архив на местния византийски стратег в периода 971–1088 г. В и около тази сграда са намерени повече от 500 византийски печата, над 250 оловни пломби и 4 калъпа за тяхното изливане. Скоро след това България и Преслав са домакини на VІ Международен симпозиум по византийска сфрагистика.
Днес Колекция „Сфрагистика“ на Националния исторически музей включва екземпляри от периода ХVІІ в. до 60-те години на ХХ в. и съдържа 466 печата. Те могат да бъдат разпределени в няколко групи:
- Печати на държавни институции и учреждения, като например печат с герба на Княжество България (90-те години на ХІХ в.), печат на Канцеларията на българските ордени (края на ХІХ – началото на ХХ в.), печат на гр. Габрово (1879 г.), печат на Камарата на народната култура в Царство България (40-те години на ХХ в.), печат на българското дипломатическо представителство в Будапеща (края на ХІХ в.), на българската легация в Рим (началото на ХХ в.) и др. Включително и печати на различни военни части от българската армия.

- Училищни и читалищни печати и такива на културни институции: на Ефория „Братя Евлогий и Христо Георгиеви“ (края на ХІХ в.), на Народния театър и Народната опера (30-те и 40-те години на ХХ в.), на музикална къща „Кремона“ в гр. Казанлък (началото на ХХ в.) и др.

- Печати, свързани с дейността на Българската екзархия в края на ХІХ и началото на ХХ в. в Истанбул, Македония и Одринска Тракия – на Екзарх Йосиф І, на Охридски митрополит Борис (1883 г.), на Велески митрополит Мелетий (1908 г.), на български общини, училища и църкви.

- Лични печати на изтъкнати българи – на дипломатите Никола Ризов и Димитър Станчов, на историците проф. Петър Ников и проф. Васил Златарски, на княгиня Мария-Луиза Пармска, на ген. Никифор Никифоров, на монаси от ХІХ в., както и лични печати на мюсюлмани (предимно от ХVІІІ и ХІХ в.).

- Печати, свързани с дейността на комунистическата партия в България преди и след 9 септември 1944 г. – на партийни групи и организации от различни български селища, партизански печати, печати на местни организации, на Съюза на борците против фашизма; фалшиви полицейски печати, ползвани от партизанския отряд на Славчо Трънски и др.

От 2003 г. Националнеят археологически институт с музей на БАН издава списание „Нумизматика и епиграфика“, преименувано през 2004 г. на списание „Нумизматика, сфрагистика и епиграфика“. То излиза веднъж в годината.